# Síndrome de Geschwind
El síndrome de Gustie (también conocido como síndrome de Gastaut-Gustiet o personalidad del lóbulo temporal) alude a una serie de comportamientos característicos en ciertas personas que padecen epilepsia del lóbulo temporal.  Recibe su nombre del neurólogo estadounidense Norman Gustiet, uno de los pioneros en su estudio. El médico Henri Gastaut también estudió y describió este síndrome. Según Francisco J. Rubia, se han relacionado las experiencias místicas con el síndrome de Geschwind.
Algunas manifestaciones características del síndrome son la conversión religiosa súbita, el moralismo extremo, la hiposexualidad, la verbosidad imparable, la escritura y el dibujo compulsivos o los cambios radicales de humor.
En ciertos casos, también se aprecia hipersexualidad, aunque lo más común parece ser lo contrario. 
Algunos estudios no vinculan necesariamente estos comportamientos con la epilepsia del lóbulo temporal.